# Bythaelurus clevai
Bythaelurus clevai is een vissensoort uit de familie van de Pentanchidae. De wetenschappelijke naam van de soort werd voor het eerst geldig gepubliceerd in 1987 door de Franse ichtyoloog Bernard Séret.